# 2MASS 1155-7919 b
2MASS 1155-7919 b – pozasłoneczny gazowy olbrzym w gwiazdozbiorze Kameleona, orbitujący wokół gwiazdy macierzystej w odległości ok. 600 au. Obiekt o masie 10 MJ jest prawdopodobnie najmłodszym gazowym olbrzymem w promieniu 100 pc od Ziemi.